# Liste der Flüsse im Westerwald
Die folgende Tabelle listet Fließgewässer auf, die im erweiterten Westerwald liegen. Als erweiterter Westerwald soll verstanden werden das Gebiet, das von den Tälern der Flüsse
- Dill – im Osten
- Lahn – im Südosten
- Rhein – im Südwesten
- Sieg – im Norden
- Heller – im Nordosten

umschlossen wird. Zu diesem zählen also außer den naturräumlichen Haupteinheiten Hoher Westerwald, Oberwesterwald und Niederwesterwald auch noch die Landschaften Siebengebirge, Pleiser Hügelland, Leuscheid, Nisterbergland und Südliches Hellerbergland. Nicht dazugerechnet wurde hier also das Gladenbacher Bergland, das östlich der Dill liegt, jedoch etwa im System der Naturräume in Deutschland in die Haupteinheitengruppe 32 – Westerwald eingestellt ist. Siehe dafür die Liste der Flüsse im Gladenbacher Bergland.

## Flüsse am Rand des Westerwaldes
Es sind die oben schon aufgeführten fünf Grenzflüsse, die die Gebietskontur des erweiterten Westerwaldes definieren.

## Flüsse im Inneren des Westerwaldes
- Die folgende Tabelle enthält die inneren Flüsse und Bäche des wie oben verstandenen Westerwaldes, dazu die Dill und die Heller. Die Aufzählung beginnt mit der Dill, deren Quelle ganz im Osten des Gebietes an der Südseite der Lahn-Sieg-Wasserscheide liegt, und nennt dann, im Uhrzeigersinn der Grenzgewässerkontur bis zur Quelle der Heller nördlich dieser Wasserscheide folgend, alle behandelten Gewässer in der Reihenfolge ihrer Mündung in den umschließenden „Flussring“.[1][2][3] Zur besseren Übersicht bzw. zur Sortierung flussabwärts sind, je nach Flusssystem, in die DGKZ-Ziffern nach den Ziffern des jeweiligen Hauptflusses Bindestriche eingefügt.
- Die Grenzflüsse Dill und Heller, die nur rechtsseitig (Dill) bzw. linksseitig (Heller) aus dem Westerwald gespeist werden, sind kursiv gedruckt. Ihre Einzugsgebiete liegen nur auf einer Seite im Westerwald, entsprechend können ihre genannten Gesamtwerte für Einzugsgebiet und Abfluss nur grob zur Hälfte dem Westerwald zugeschrieben werden.
- Die Grenzflüsse Lahn, Rhein und Sieg sind dagegen gar nicht aufgeführt, da sie in mehr oder weniger weiter Entfernung vom Westerwald entstehen; ihre Gesamtwerte wären deshalb nichtssagend.
- Den Mündungsort eines Flusses kennzeichnet ein Stern (*).

| Name               | Haupt- fluss    | Länge [km] | Einzugsgebiet [km²] | Abfluss (MQ) [l/s] | Quellgebiet                          | Natur- raum | Orte (flussabwärts)                                  | DGKZ     |
| ------------------ | --------------- | ---------- | ------------------- | ------------------ | ------------------------------------ | ----------- | ---------------------------------------------------- | -------- |
| Dill               | Lahn (r)        | 55,0       | 717,7               | 9514               | Kalteiche (mit Haincher Höhe)        | 333.0       | Haiger, Dillenburg, Herborn, Ehringshausen, Wetzlar* | 258-4    |
| Haigerbach         | Dill (r)        | 15,5       | 52,0                | 1014               | Westerwälder Basalthochfläche        | 322.0       | Haiger*                                              | 2584-2   |
| Aubach             | Dill (r)        | 15,8       | 31,3                | 620                | Westerwälder Basalthochfläche        | 322.0       | Haiger*                                              | 2584-32  |
| Amdorfbach         | Dill (r)        | 15,9       | 54,4                | 782                | Westerwälder Basalthochfläche        | 322.0       | Amdorf, Burg*                                        | 2584-72  |
| Rehbach            | Dill (r)        | 20,3       | 48,7                | 828                | Westerwälder Basalthochfläche        | 322.0       | Sinn*                                                | 2584-8   |
| Ulmbach            | Lahn (r)        | 22,9       | 60,9                | 741                | Westerwälder Basalthochfläche        | 322.0       | Leun-Biskirchen*                                     | 258-56   |
| Kallenbach         | Lahn (r)        | 14,6       | 84,7                | 942                | Westerwälder Basalthochfläche        | 322.0       | Löhnberg*                                            | 258-58   |
| Faulbach           | Kallenbach (r)  | 8,9        | 22,6                |                    | Oberwesterwälder Kuppenland          | 323.1       |                                                      | 25858-4  |
| Vöhlerbach         | Kallenbach (r)  | 14,3       | 29,9                |                    | Oberwesterwälder Kuppenland          | 323.1       |                                                      | 25858-6  |
| Kerkerbach         | Lahn (r)        | 20,7       | 70,2                | 564                | Südliches Oberwesterwälder Hügelland | 323.3       | Lahr, Runkel*                                        | 258-72   |
| Tiefenbach         | Lahn (r)        | 8,5        | 15,5                | 121                | Nördliches Limburger Becken          | 311.0       | Obertiefenbach, Niedertiefenbach, Steeden*           | 2587-32  |
| Lasterbach         | Elbbach/L (l)   | 19,0       | 44,4                |                    | Westerwälder Basalthochfläche        | 322.0       |                                                      | 25876-6  |
| Holzbach           | Elbbach/L (l)   | 12,9       | 30,3                |                    | Westerwälder Basalthochfläche        | 322.0       |                                                      | 25876-4  |
| Schafbach          | Elbbach/L (l)   | 13,6       | 46,7                |                    | Westerwälder Basalthochfläche        | 322.0       |                                                      | 25876-2  |
| Elbbach            | Lahn (r)        | 40,7       | 323,7               | 3996               | Westerwälder Basalthochfläche        | 322.0       | Hadamar, Limburg*                                    | 258-76   |
| Salzbach           | Elbbach/L (r)   | 9,3        | 30,5                |                    | Oberwesterwälder Kuppenland          | 323.1       |                                                      | 25876-72 |
| Erbach             | Elbbach/L (r)   | 11,8       | 31,1                |                    | Oberwesterwälder Kuppenland          | 323.1       |                                                      | 25876-8  |
| Eisenbach          | Gelbach (l)     | 17,0       | 40,0                |                    | Oberwesterwälder Kuppenland          | 323.1       | Steinefrenz                                          | 25894-6  |
| Ahrbach            | Gelbach (l)     | 12,7       | 26,8                |                    | Oberwesterwälder Kuppenland          | 323.1       | Oberahr, Niederahr, Boden, Heiligenroth              | 25894-4  |
| Gelbach            | Lahn (r)        | 39,7       | 221,2               | 2480               | Oberwesterwälder Kuppenland          | 323.1       | Montabaur, Weinähr                                   | 258-94   |
| Niederelberterbach | Gelbach (r)     | 10,1       | 23,9                |                    | Hochfläche von Welschneudorf         | 324.0       | Oberelbert, Niederelbert                             | 25894-32 |
| Emsbach            | Lahn (r)        | 11,5       | 29,4                |                    | Hochfläche von Welschneudorf         | 324.0       | Bad Ems*                                             | 258-98   |
| Hillscheider Bach  | Rhein (r)       | 12,6       | 43,2                |                    | Montabaurer Höhe                     | 324.1       | Vallendar*                                           | 2-71144  |
| Brexbach           | Saynbach (l)    | 21,7       | 53,5                |                    | Montabaurer Höhe                     | 324.1       | Sayn*                                                | 2712-8   |
| Masselbach         | Brexbach (r)    | 9,5        | 23,7                |                    | Montabaurer Höhe                     | 324.1       |                                                      | 27128-2  |
| Kleiner Saynbach   | Saynbach (l)    | 16,5       | 33,7                |                    | Oberwesterwälder Kuppenland          | 323.1       |                                                      | 2712-4   |
| Saynbach           | Rhein (r)       | 42,7       | 222,3               |                    | Dreifelder Weiherland                | 323.2       | Sayn, Bendorf*                                       | 2-712    |
| Iserbach           | Saynbach (r)    | 8,8        | 20,1                |                    | Sayn-Wied-Hochfläche                 | 324.6       |                                                      | 2712-6   |
| Aubach             | Wied (l)        | 15,2       | 49,3                |                    | Sayn-Wied-Hochfläche                 | 324.6       | Oberbieber, Niederbieber*                            | 2716-8   |
| Fockenbach         | Wied (l)        | 12,6       | 27,1                |                    | Sayn-Wied-Hochfläche                 | 324.6       | Niederbreitbach*                                     | 2716-76  |
| Grenzbach          | Wied (l)        | 8,7        | 20,4                |                    | Sayn-Wied-Hochfläche                 | 324.6       |                                                      | 2716-32  |
| Holzbach           | Wied (l)        | 43,8       | 176,3               |                    | Dreifelder Weiherland                | 323.2       | Dierdorf, Döttesfeld*                                | 2716-2   |
| Wambach            | Holzbach (r)    | 10,0       | 21,7                |                    | Altenkirchener Hochfläche            | 324.8       |                                                      | 27162-8  |
| Wied               | Rhein (r)       | 102,3      | 770,8               | 8340               | Dreifelder Weiherland                | 323.2       | Altenkirchen, Neustadt, Neuwied*                     | 2-716    |
| Rothenbach         | Wied (r)        | 11,0       | 31,9                |                    | Dreifelder Weiherland                | 323.2       |                                                      | 2716-12  |
| Erbach             | Wied (r)        | 7,9        | 33,2                |                    | Leuscheid                            | 330.0       |                                                      | 2716-14  |
| Mehrbach           | Wied (r)        | 22,9       | 65,9                |                    | Leuscheid                            | 330.0       | Ehrenstein*                                          | 2716-4   |
| Retterserbach      | Mehrbach (r)    | 3,3        | 4,8                 |                    | Höhenzug Leuscheid                   | 333.0       | Rettersen, Ersfeld                                   | 27164-2  |
| Pfaffenbach        | Wied (r)        | 20,6       | 62,8                |                    | Leuscheid                            | 330.0       |                                                      | 2716-6   |
| Hallerbach         | Pfaffenbach (r) | 8,5        | 23,8                |                    | Rheinwesterwälder Vulkanrücken       | 324.7       |                                                      | 27166-8  |
| Pleisbach          | Sieg (l)        | 24,3       | 89,8                |                    | Rheinwesterwälder Vulkanrücken       | 324.7       | Sankt Augustin*                                      | 272-78   |
| Hanfbach           | Sieg (l)        | 19,0       | 51,5                |                    | Asbacher Hochfläche                  | 324.8       | Hennef*                                              | 272-72   |
| Krabach            | Sieg (l)        | 10,2       | 19,8                |                    | Asbacher Hochfläche                  | 324.8       | Eitorf*                                              | 272-59   |
| Eipbach            | Sieg (l)        | 10,1       | 23,8                |                    | Asbacher Hochfläche                  | 324.8       | Eitorf*                                              | 272-58   |
| Irsenbach          | Sieg (l)        | 12,0       | 36,9                |                    | Altenkirchener Hochfläche            | 324.8       |                                                      | 272-54   |
| Seelbach           | Sieg (l)        | 8,2        | 19,3                |                    | Nisterbergland                       | 333.0       |                                                      | 272-534  |
| Enspelerbach       | Nister (l)      | 8,5        | 20,2                |                    | Dreifelder Weiherland                | 323.2       |                                                      | 2724-6   |
| Nister             | Sieg (l)        | 63,8       | 246,0               | 4300               | Westerwälder Basalthochfläche        | 322.0       | Wissen-Nisterbrück*                                  | 272-4    |
| Schwarze Nister    | Nister (r)      | 12,4       | 24,7                |                    | Westerwälder Basalthochfläche        | 322.0       |                                                      | 2724-4   |
| Kleine Nister      | Nister (r)      | 24,6       | 63,5                |                    | Westerwälder Basalthochfläche        | 322.0       |                                                      | 2724-8   |
| Elbbach            | Sieg (l)        | 21,9       | 54,1                |                    | Neunkhausen-Weitefelder Plateau      | 322.1       | Wissen*                                              | 272-36   |
| Daadenbach         | Heller (l)      | 16,0       | 53,3                |                    | Westerwälder Basalthochfläche        | 322.0       | Betzdorf*                                            | 2722-8   |
| Buchheller         | Heller (l)      | 9,4        | 14,7                |                    | Westerwälder Basalthochfläche        | 322.0       | Burbach*                                             | 2722-2   |
| Heller             | Sieg (l)        | 30,2       | 204,2               | 3820               | Kalteiche (mit Haincher Höhe)        | 333.0       | Burbach, Herdorf, Betzdorf*                          | 272-2    |